# Escola Tècnica Superior d'Arquitectura del Vallès
|  | Per a altres significats, vegeu «ETSAV». |

L'Escola Tècnica Superior d'Arquitectura del Vallès, ETSAV, de la Universitat Politècnica de Catalunya, ofereix el títol de grau en Estudis d'Arquitectura (GEArq), el màster habilitant que possibilita l'exercici professional (MArq) i el màster oficial en Intervenció Sostenible en el Medi Construït (MISMeC). També es poden cursar les següents dobles titulacions: MArq i MISMeC; MISMeC i el Màster universitari en Ciència i Tecnologia de la Sostenibilitat i el GEArq i la Laurea Magistrale in Architettura de la Università degli Studi di Enna “Kore”. Completa la seva oferta d'ensenyament amb dos màsters professionals impartits a través de la UPC School: el màster en Desenvolupament Urbà i Territorial (MDUT) i el Master's Degree in Parametric Design in Architecture.
L'escola és l'Alma mater dels guardonats amb el Premi Pritzker 2017, l'estudi olotí RCR Arquitectes.

## Història[calcitació]
L'ETSAV forma part de la Universitat Politècnica de Catalunya. Va ser inaugurada l'any 1974 com una seu de l'Escola Tècnica Superior d'Arquitectura de Barcelona. Va esdevenir una escola independent el 1979. després d'una forta campanya reivindicativa per part d'estudiants i professors amb l'objectiu de poder gaudir d'autonomia pròpia i superar la dependència orgànica i funcional de l'Escola de Barcelona.
Des de la seva inauguració fins a l'any 1991 l'Escola estava emplaçada a la Mancomunitat Terrassa-Sabadell on ara hi ha l'Institut Politècnic de Terrassa (IPCT). L'espai es va fer petit i el 1991 l'Escola es va traslladar a un edifici construït per l'arquitecte Lluís Nadal i Oller en uns terrenys cedits per l'Ajuntament de Sant Cugat equidistants de les estacions Mira-Sol i Sant Cugat, ambdues dels Ferrocarrils de la Generalitat de Catalunya.

## Campus Sant Cugat
El nou edifici de 8.750 m² es va estructurar entorn dels tallers d'arquitectura i projectes, que n'ocupen la planta superior. Es completa amb aules teòriques, informàtiques i seminaris; a més d'una biblioteca amb un fons de 40.000 documents, el taller de maquetes, el centre de càlcul (laboratori d'aplicacions informàtiques a l'arquitectura) i un espai reservat a la delegació d'estudiants.
El curs 2005-2006 es va ampliar el Campus amb la construcció del Centre de Recerca i Transferència de Tecnologia (CRiTT), construït gràcies als Fons de Desenvolupament Regional Europeu (Feder). L'any 2011 es van inaugurar els habitatges universitaris, formats per 57 mòduls prefabricats distribuïts en dues franges de planta baixa i un pis. És un obra conjunta d'HArquitectes i dataAE classificada com a classe A de l'eficiència energètica. L'edifici ha rebut el premi Green Building CE, ha estat guanyador dels Premis AJAC 2012, finalista als Premis FAD 2013 i menció als Premis d'Habitatge Social de Catalunya.
L'edifici del Centre de Recerca i Transferència de Tecnologia ha estat dissenyat per l'arquitecte Javier García Solera. Si bé aquest nou edifici havia de ser un exemple d'arquitectura pensada en termes de sostenibilitat, el projecte construït només conserva uns certs aspectes visuals de l'arquitectura bioclimàtica.
El centre de recerca acull entre d'altres:
- CRISOL
- LITA
- PAUS (Plataforma per l'Arquitectura i la Sostenibilitat)
- CICLICA
- ArqBag
- MDUT
- MPDA